# Sergej Iosifovič Jutkevič
Sergej Iosifovič Jutkevič (in russo Сергей Иосифович Юткевич?; San Pietroburgo, 15 settembre 1904 – Mosca, 24 aprile 1985) è stato un regista e sceneggiatore sovietico.

## Biografia
Presente in concorso al Festival di Cannes quattro volte, vinse in due occasioni il premio per la miglior regia, nel 1956 con Otello il moro di Venezia e nel 1966 con Lenin in Polonia e vinse il premio come miglior regista con Skanderbeg. È stato membro della giuria nel 1955 e nel 1958.

## Filmografia
- Daёš' radio! (Даёшь радио!) - cortometraggio (1925)
- Kruževa (1928)
- Čërnyj parus (1929)
- Zlatye gory (1931)
- Vstrečnyj, co-regia di Fridrich Ėrmler (1932)
- Šachtëry (1937)
- L'uomo con il fucile (Čelovek s ruž'ëm) (1938)
- Jakov Sverdlov, co-regia di M. Itina (1940)
- Boevoj kinosbornik 7 (1941) - episodi Ėliksir bodrosti e Belaja borona
- Švejk gotovitsja k boju (1942)
- Novye pochoždenija Švejka (1943)
- Zdravstvuj, Moskva! (1945)
- Osvoboždënnaja Francija (1946)
- Molodost' našej strany (1946)
- Svet nad Rossiej (1947)
- Tre incontri (Tri vstrechi), co-regia di Aleksandr Ptuško e Vsevolod Pudovkin	 	 (1948)
- Prževal'skij (1951)
- Skanderbeg l'eroe albanese (Heroi Kombetar Skenderbeu) (1953)
- Otello il moro di Venezia (Otello) (1955)
- Rasskazy o Lenine (1957)
- Vstreča s Franciej (1960)
- Banja, co-regia di Anatolij Karanovič (1961)
- Lenin in Polonia (Lenin v Pol'še), co-regia di Jan Rutkiewicz (1966)
- O samom čelovečnom (1967)
- Sjužet dlja nebol'šogo rasskaza (1969)
- Majakovskij smeёtsja, co-regia di Anatolij Karanovič (1975)
- Lenin v Pariže (1981)